# Поликуровский мемориал
Полику́ровский мемориа́л — мемориальное кладбище в городе Ялта, располагающееся на холме Полику́р в восточной части города несколько выше храма Иоанна Златоуста. Здесь покоятся останки многих известных деятелей культуры и науки, так или иначе связанных с городом. Мемориал является одной из достопримечательностей Ялты.

## История
Кладбище, располагавшееся на месте нынешнего мемориала, являлось одним из старейших в городе. Хоронить здесь начали в 1830-х годах; в то время оно называлось Массандровским, Поликуровским или Иоаннозлатоустовским (по названию храма, располагающегося в непосредственной близости).
Иван Бунин в 1896 году посвятил этому месту стихотворение «Кипарисы», впервые опубликованное в газете «Ялта» 11 июня 1896 года.
Пустынная Яйла дымится облаками,

В туманный небосклон ушла морская даль,

Шумит внизу прибой, залив кипит волнами,

А здесь — глубокий сон и вечная печаль.

[…]Иван Бунин
Кладбище посещали многие известные деятели культуры: И. Н. Крамской, И. И. Шишкин, Н. А. Римский-Корсаков, А. П. Чехов, Ф. И. Шаляпин, С. В. Рахманинов и другие.
Во время немецкой оккупации Крыма (1941—1944) кладбище сильно пострадало. Чудом уцелели могилы Григорука, Калинникова, Найдёнова и Руданского. В 1949 году было решено восстановить утраченные захоронения, а также перезахоронить здесь останки других выдающихся людей с других кладбищ Ялты и Южного берега Крыма, разрушенных за время немецкой оккупации. Эта работа продолжалась до 1980-х годов.
В 1977—1982 годах мемориал был реконструирован по проекту архитектора А. Н. Золотова. В 1982 году был окончательно оформлен парадный вход, рядом были установлены плиты с именами лиц, точное место захоронения которых не установлено.
В настоящее время захоронения на кладбище не производятся. Территория мемориала сильно запущена. Сохранившиеся лишь в южной его части могилы (исключение представляет только захоронение С. Руданского у конца главной лестницы на самом верху мемориала) и мемориальные памятники носят следы вандализма — отсутствуют декоративные детали из цветных металлов, поверхности изгажены граффити и проч.. Территории, окружающие мемориал, активно застраиваются, что вызывает неприятие у жителей города.

## Захоронения

### Индивидуальные могилы
- Амани, Николай Николаевич (1872—1904) — композитор
- Арендт, Николай Андреевич (1833—1893) — врач, один из пионеров российского воздухоплавания
- Васильев, Фёдор Александрович (1850—1873) — художник
- Водовозов, Николай Васильевич (1870—1896) — учёный-публицист
- Ганский, Алексей Павлович (1870—1908) — астроном, геодезист и гравиметрист
- Григорук, Евгений Максимович (1899—1922) — поэт, переводчик, организатор печатного дела
- Дмитриев, Владимир Николаевич (1838—1904) — врач, общественный деятель, один из первых организаторов здравоохранения на Южном берегу Крыма
- Калинников, Василий Сергеевич (1866—1900) — композитор; на его могиле выгравированы начальные ноты из главной темы его первой симфонии g-moll
- Мачтет, Григорий Александрович (1852—1901) — писатель, революционер-народник
- Мравина, Евгения Константиновна (1864—1914) — певица
- Найдёнов, Сергей Александрович (1868—1922) — драматург
- Руданский, Степан Васильевич (1834—1873) — врач, украинский поэт и переводчик
- Тюшева Анна Николаевна (1893—1910)
- Ханжонков, Александр Алексеевич (1877—1945) — организатор кинопромышленности, один из пионеров русского кинематографа
- Чернов, Дмитрий Константинович (1839—1921) — выдающийся учёный-металлург и изобретатель
- Эшлиман, Карл Иванович (1808—1893) — архитектор, автор архитектурного оформления перевала Байдарские ворота и многих исторических зданий в Ялте и на Южном берегу Крыма
- Эшлиман, Эммануил Карлович (1842—1900) — сын К. И. Эшлимана
- младенец Григорий Лосев

### Упоминания о захороненных на Массандровском кладбище
У парадного входа укреплены плиты с упоминаниями лиц, захороненных или перезахороненных на Поликуровском мемориале, чьи отдельные могилы не сохранились:
- Дерижанов, Мартирос Семёнович (1867—1900) — ялтинский врач, общественный деятель
- Зибер, Николай Иванович (1844—1886) — один из первых популяризаторов учения Карла Маркса в России
- Зуев, Гавриил Владимирович (1873—1902) — организатор и первый руководитель комитета РСДРП в Ялте в 1900—1902 годах.
- Средин, Леонид Валентинович (1860—1909) — ялтинский врач, общественный деятель
- Усатов, Дмитрий Андреевич (1849—1913) — певец и педагог, учитель Шаляпина
- Штангеев, Фёдор Тимофеевич (? — 1900) — ялтинский врач и общественный деятель, именем которого названа одна из популярных горных троп в окрестностях Ялты («Штангеевская тропа»)
- Эльтеков, Александр Павлович (1846—1894) — химик, профессор Киевского и Харьковского университетов

### Упоминания о захороненных на Аутском кладбище[13]
На плитах у парадного входа упоминаются также персоны, изначально захороненные на Аутском кладбище, а позже перезахороненные на мемориале:
- Жевандрова, Прасковья Фёдоровна (? — 1907) — агент ленинской «Искры» на юге России[4]
- Радин, Леонид Петрович (1860—1900) — химик, революционер, автор песни «Смело, товарищи, в ногу»
- Ребиков, Владимир Иванович (1866—1920) — композитор, пианист

## Фотогалерея
|                     |  |                      |  |                                          |  |                      |  |                        |  |                     |
| Могила Е. Григорука |  | Могила А. Ханжонкова |  | Мемориальные доски при входе на мемориал |  | Могила Д. К. Чернова |  | Могила Ф. А. Васильева |  | Могила С. Найденова |

|                        |  |                        |  |
| На территории кладбища |  | На территории кладбища |  |